# Тайчжун
Тайчжу́н (кит. трад. 臺中, упр. 台中, пиньинь Táizhōng, буквально: «центр Тайваня») — город в центре западного Тайваня, третий по численности населения город на острове после Нового Тайбэя и Гаосюна, один из шести городов центрального подчинения Тайваня.

## История
|                                                 |
|                                                 |
| Мэрия и Законодательное собрание города Тайчжун |

После того, как остров Тайвань был присоединён к империи Цин, на всей северо-западной трети острова был образован уезд Чжуло (諸羅縣); китайского населения в этих местах в то время практически не было, в уезде проживали лишь местные аборигены. В 1705 году китайскими переселенцами было основано поселение Дадунь (大墩). В 1721 году, когда на Тайване произошло восстание под руководством Чжу Игуя, на месте современного парка Тайчжун был размещён военный гарнизон, а эти места вошли в состав выделенного в 1723 году из уезда Чжуло уезда Чжанхуа (彰化縣).
В 1887 году Тайвань был выделен из провинции Фуцзянь в отдельную провинцию, и эти места рассматривались в качестве потенциального места размещения властей новой провинции, однако в итоге в качестве административного центра новой провинции был выбран Тайбэй; северная часть уезд Чжанхуа была выделена в отдельный уезд Тайвань (臺灣縣).
После поражения Цинской империи в первой японо-китайской войне остров Тайвань был в 1895 году передан Японии. Японскими властями в 1896 году была создана префектура Тайтю (臺中縣); по-китайски иероглифы, которыми записывалось её название, читаются как «Тайчжун» — отсюда и берёт начало этот топоним. В 1901 году административное деление Тайваня было изменено: префектуры-кэн (縣) были упразднены, и остров был разбит на 20 уездов-тё (廳), одним из которых стал уезд Тайтю (臺中廳). В 1920 году на Тайвань была распространена структура административного деления собственно японских островов, и были введены префектуры-сю (州); так появилась префектура Тайтю (臺中州).
Японское правительство стремилось сделать Тайтю первым модернизированным районом Тайваня. В 1903 году был завершён городской парк. В 1915 году здесь была открыта первая школа высшей ступени, дав возможность тайваньской молодёжи получать высшее образование. В 1917 году с севера на юг Тайваня прошла железная дорога, и начала функционировать железнодорожная станция Тайтю. В 1920 году Тайтю официально стал городом в составе префектуры Тайтю. В 1936 году начал функционировать аэропорт Кокан (公館空港; современный международный аэропорт Тайчжун).
После поражения Японии во Второй мировой войне Тайвань был в конце 1945 года возвращён Китаю; префектура Тайтю стала уездом Тайчжун (臺中縣), а город Тайтю стал городом Тайчжун (臺中市) провинциального подчинения. В результате административной реформы 1950 года из уезда Тайчжун были выделены уезды Чжанхуа и Наньтоу. 25 декабря 2010 года город Тайчжун и уезд Тайчжун были объединены в город центрального подчинения Тайчжун.

## Экономика
Экономика города представлена следующими отраслями:

### Промышленность
- Машиностроение
- Текстильная промышленность
- Производство мебели
- Производство велосипедов
- Производство спортивных товаров
- Энергетика — Тайчжунская ТЭС

### Сельское хозяйство

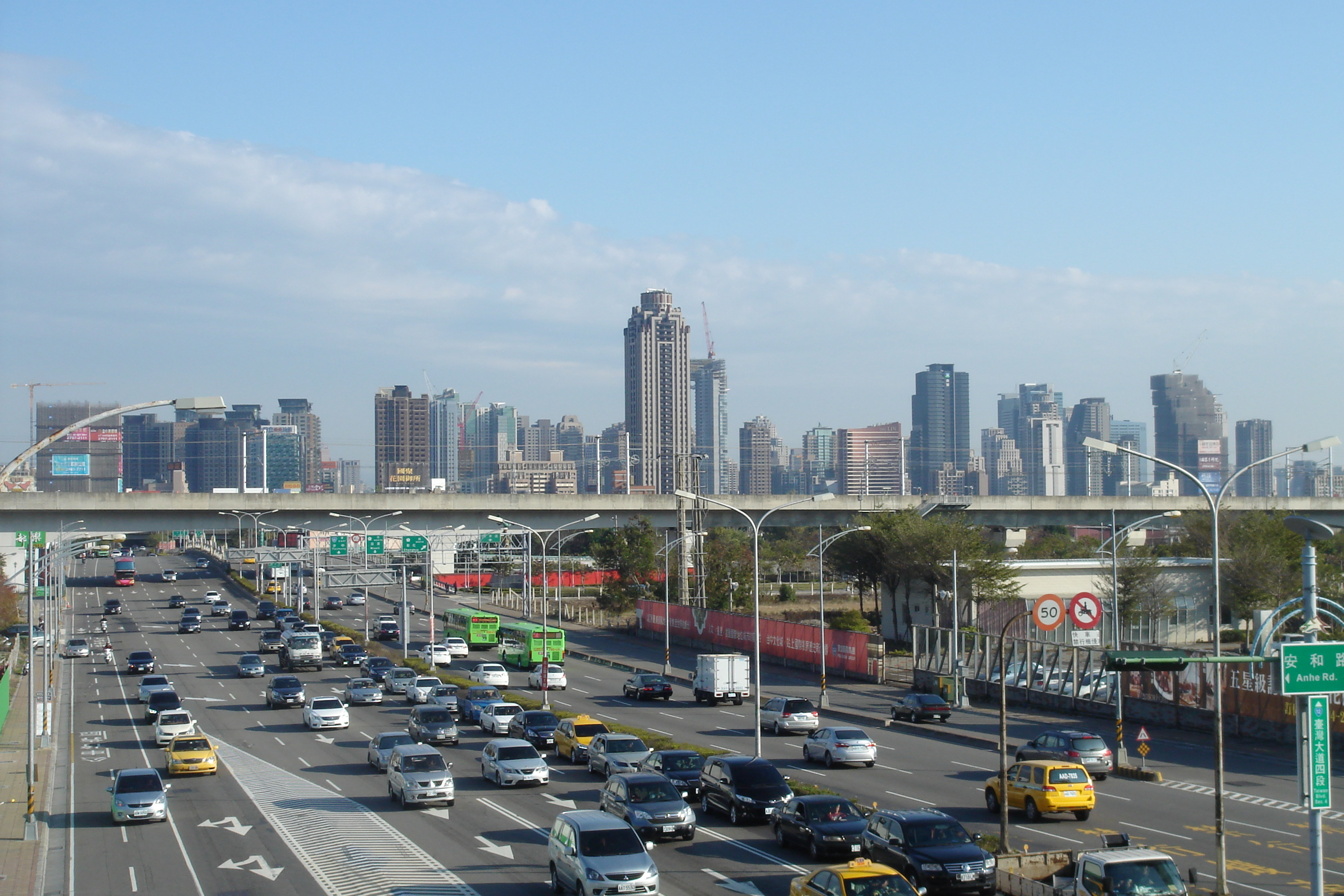
Деловой район Тайчжуна

- Выращивание цветов
- Выращивание чая

### Сфера высоких технологий
- Аэрокосмическая отрасль
- Производство жидкокристаллических мониторов (LCD)
- Производство чипов и микросхем
- Производство электронного оборудования

### Сфера услуг
- Торговля
- Туризм
- Транспортные услуги
- Ночной рынок

## Транспорт

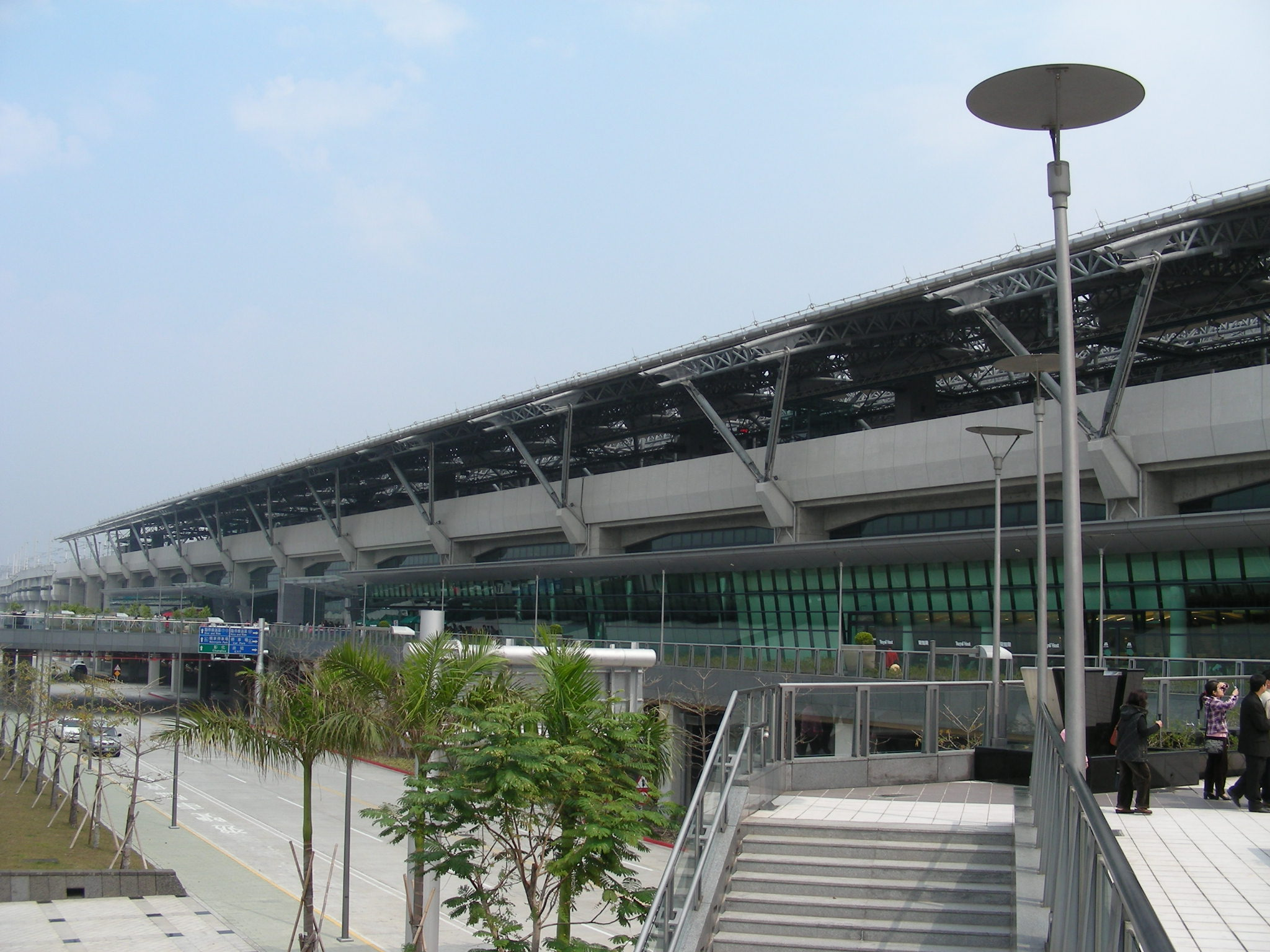
Станция Тайваньской высокоскоростной железной дороги

### Железнодорожный транспорт
Через Тайчжун проходит железнодорожная линия, связывающая север и юг Тайваня. В уезде Тайчжун находится станция высокоскоростной железной дороги, от которой можно добраться до города на автобусе.

### Автобус

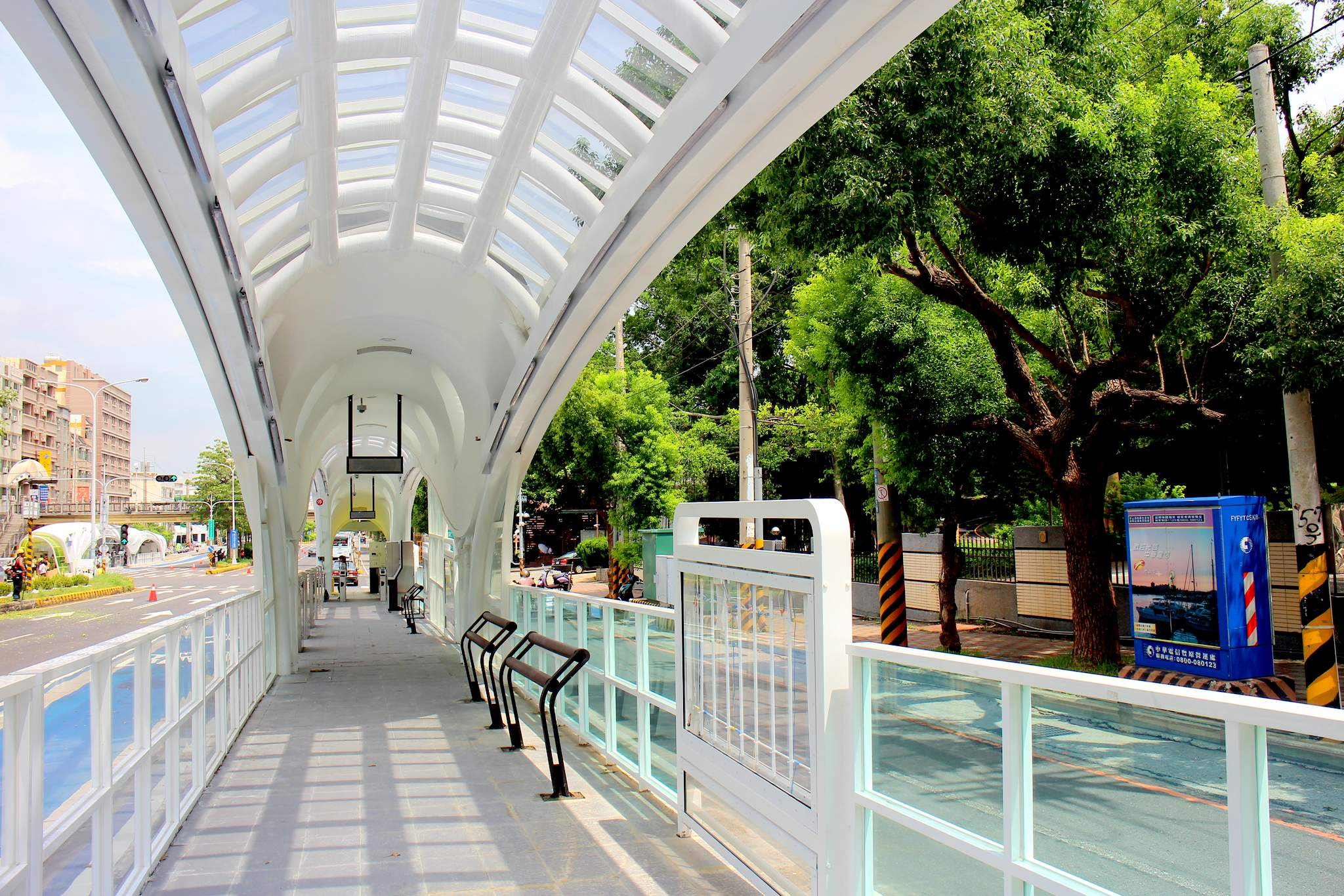
Одна из остановок скоростного автобуса

Автобус — это наиболее востребованный вид общественного транспорта в Тайчжуне. Существует 15 внутригородских маршрутов, связывающих разные части города. Также существуют пригородные и междугородние маршруты.

### Метрополитен
Администрация Тайчжуна планирует построить в городе метрополитен. План включает в себя постройку трёх линий, связывающих центр города с окраинами, городами-спутниками и станцией скоростной железной дороги.
Первый участок Зелёной линии, длиной 17 км, будет эстакадным и наземным. На этом участке будет 14 эстакадных и 2 наземных станций. 16 ноября 2020 года состоялся испытательный запуск линии, официально метро было открыто для пассажиров 25 апреля 2021 года.

### Международный аэропорт Тайчжун
Международный аэропорт Тайчжун был открыт в 2004 году. Это третий крупнейший аэропорт Тайваня. Аэропорт обслуживает внутренние и международные рейсы, в том числе в КНР.

## Культура

### Музеи

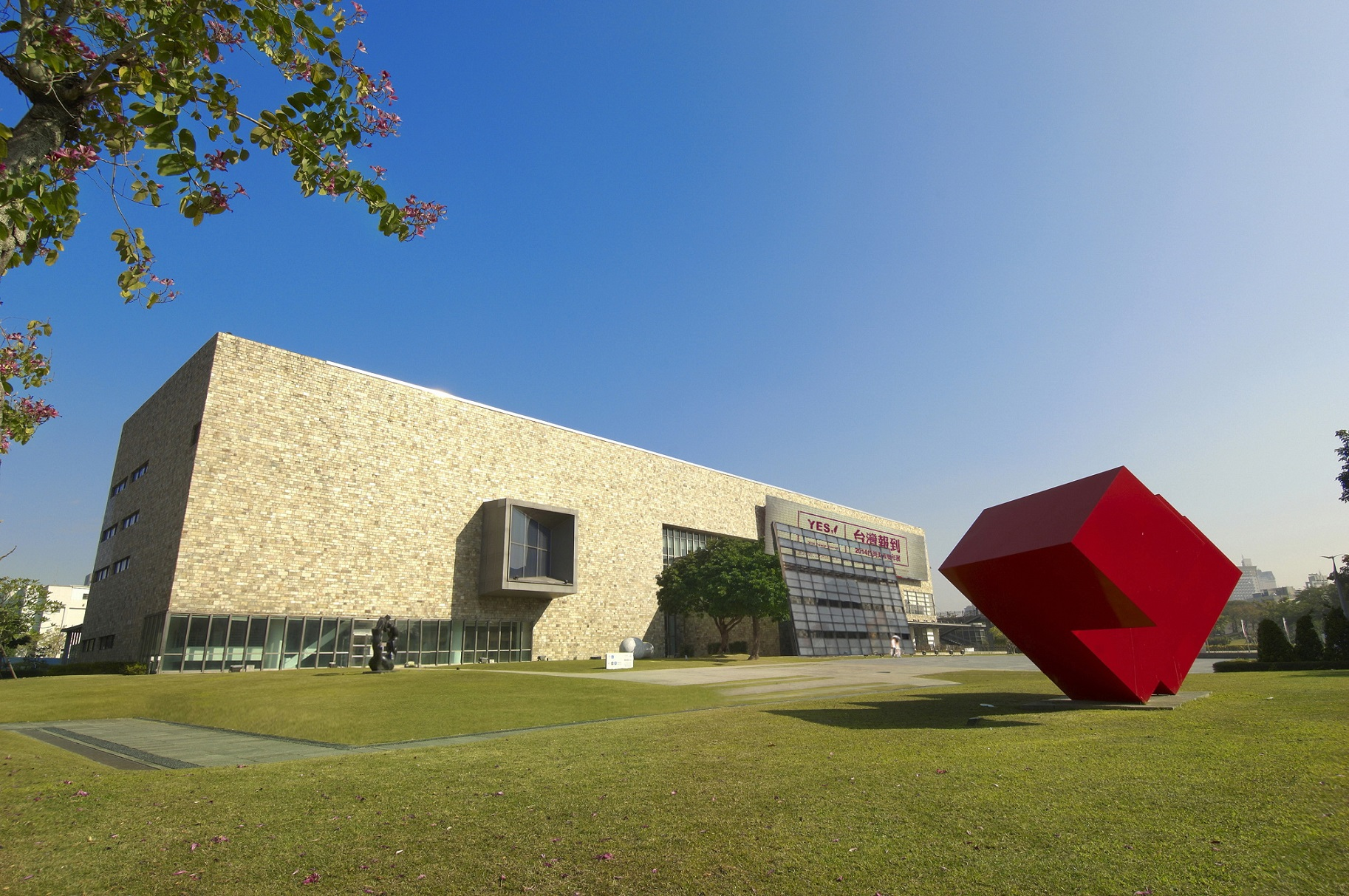
Тайваньский Государственный Музей Изящных Искусств

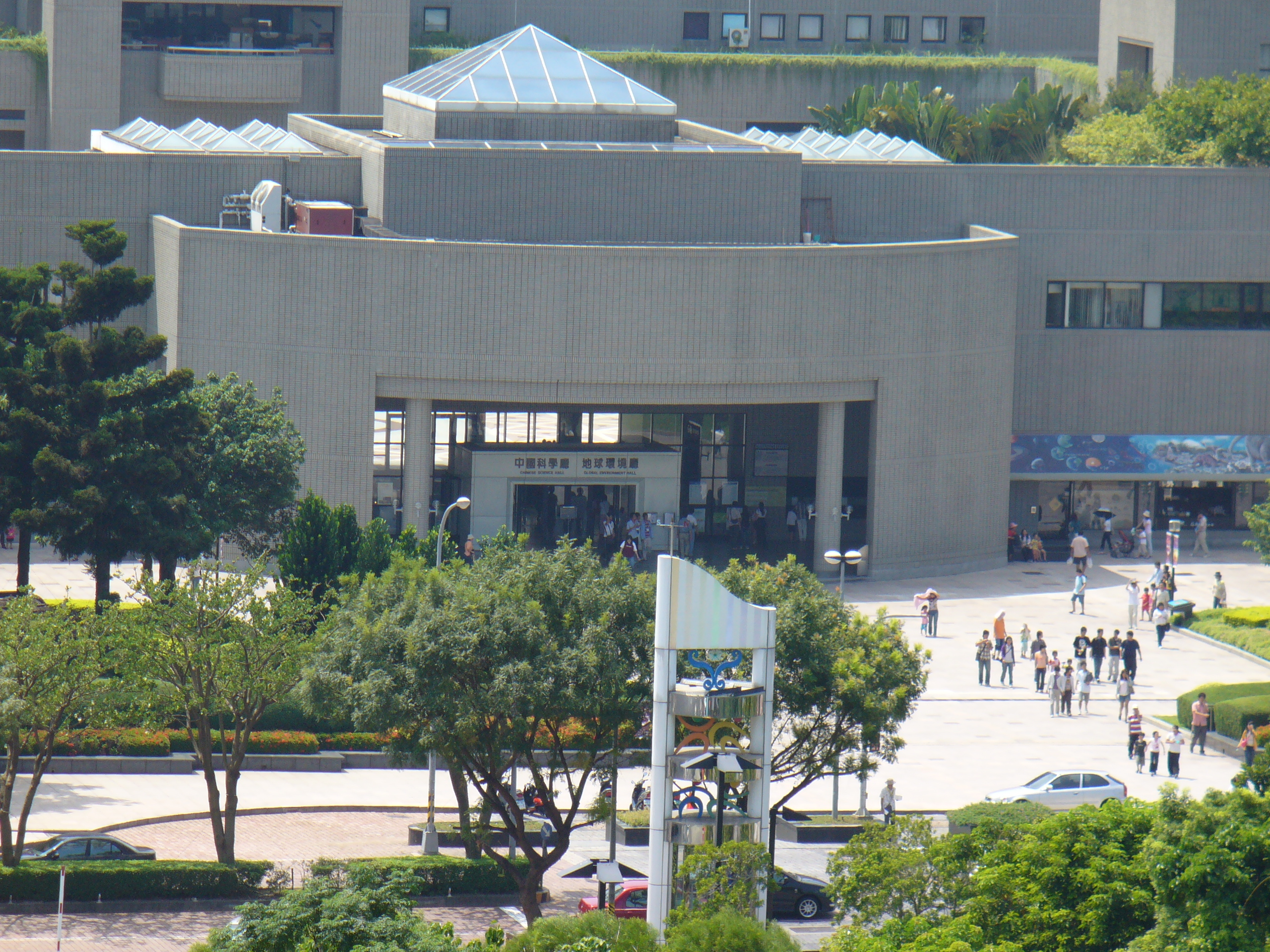
Государственный Музей Естественных Наук

В Тайчжуне находятся два крупных государственных музея: Тайваньский Государственный Музей Изящных Искусств и Государственный Музей Естественных Наук.
- Тайваньский Государственный Музей Изящных Искусств был открыт в 1988 году. Его собрание насчитывает более 10 тысяч экспонатов. Коллекция включает в себя произведения разных эпох, таких как правление династий Мин и Цин, период японского управления и послевоенный период.

- Государственный Музей Естественных Наук — один из наиболее посещаемых музеев на Тайване. Каждый год он принимает более трёх миллионов посетителей, уступая только Тайбэйскому зоопарку и Музею Императорского Дворца в Тайбэе. Основная экспозиция музея посвящена зоологии, ботанике, геологии и антропологии.

### Храмы
В Тайчжуне находятся сотни Буддистских и Даосских храмов и святилищ, а также храмов, посвящённых местным божествам.
Наиболее известный храм в Тайчжуне храм Конфуция. В нём можно увидеть традиционную одежду, посуду и музыкальные инструменты, которые используются для празднования фестиваля в честь дня рождения Великого Учителя.

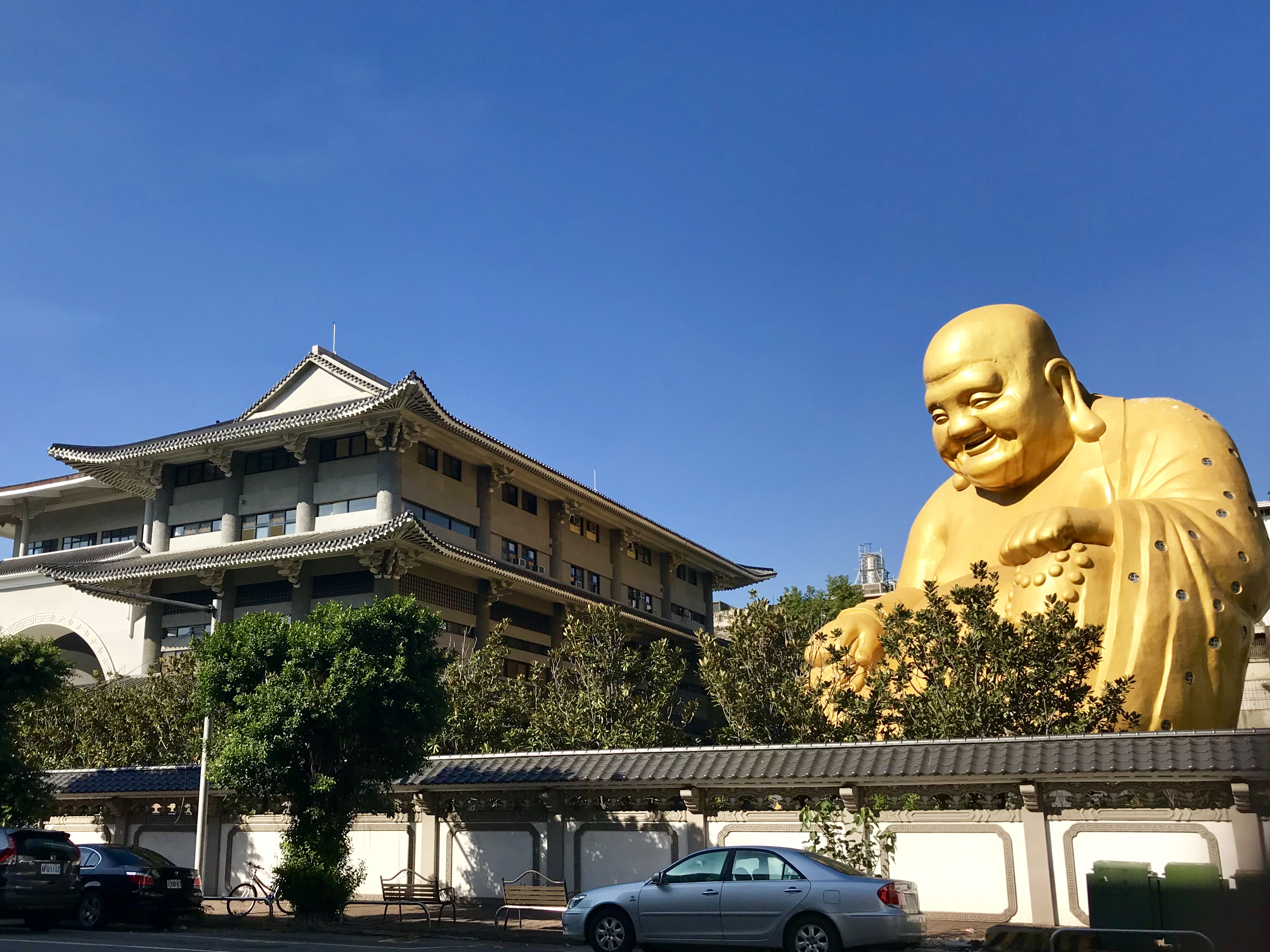
Большой Будда храма Баоцзюэ

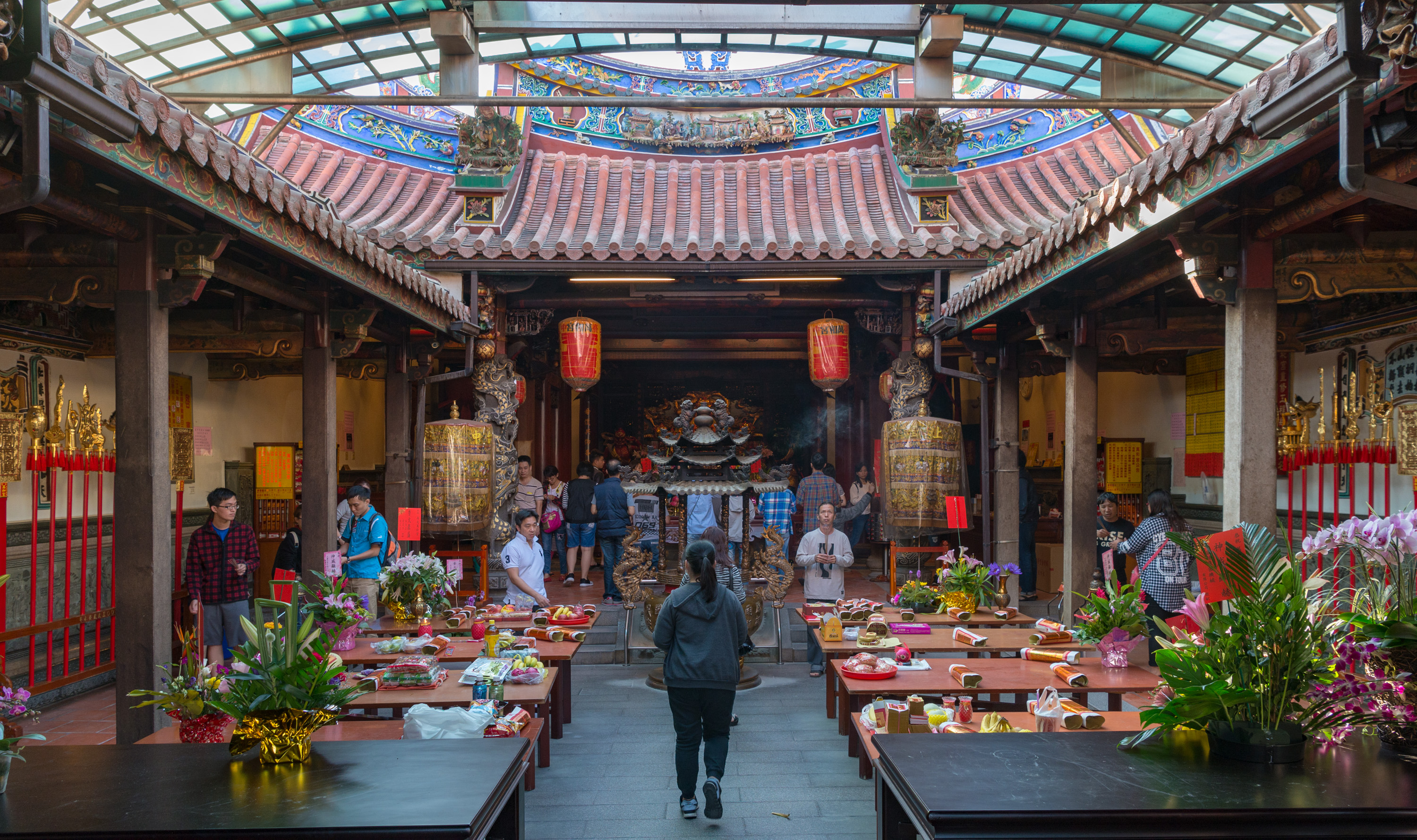
Храм Ваньхэ

Недалеко от храма Конфуция располагается буддистский храм Баоцзюэ. На территории храма находится статуя Будды высотой в 31 метр — самая большая на Тайване.

### Стадионы
В Тайчжуне есть два стадиона: Тайчжунский стадион и Тайчжунский бейсбольный стадион.

### Святилище семьи Линь
Святилище предназначено для почитания предков. Оно было построено из дерева в первой четверти девятнадцатого века и несколько раз перемещалось в другое место. На своём нынешнем месте святилище находится с 1930 года. Святилище украшено резьбой, каллиграфией, глиняными статуями и барельефами.

### Павильон на озере
Павильон располагается в центре озера Цзыюэ в парке Тайчжун. Он был построен в 1908 году в честь завершения строительства железной дороги с севера на юг Тайваня. Сегодня этот павильон считается одним из самых узнаваемых архитектурных символов Тайчжуна.

## Климат

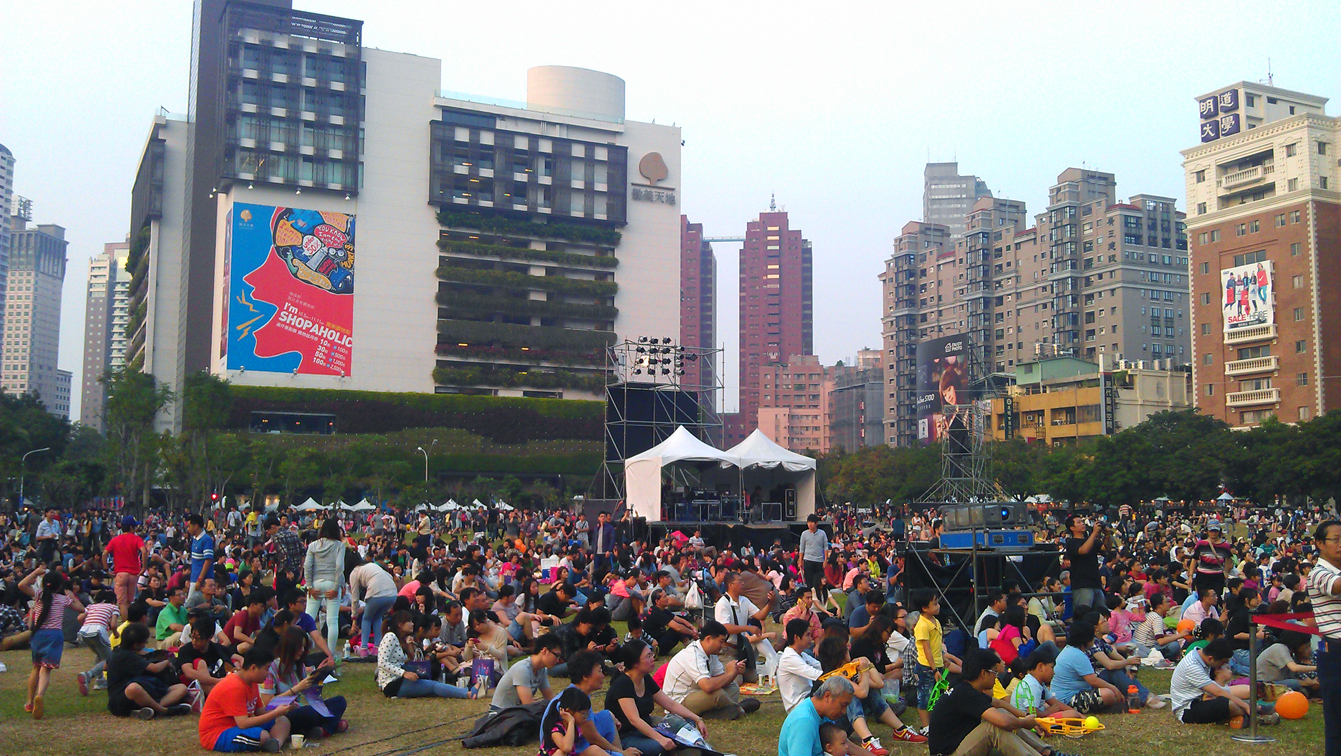
Тайчжунский фестиваль джаза

Среднегодовая температура воздуха — 23℃.
Средняя влажность воздуха — 80 %.
Среднегодовое количество осадков — 1708 мм.

## Города-побратимы
На сегодняшний день у Тайчжуна есть 19 городов-побратимов:
- Нью-Хейвен (Коннектикут), США (с 29 марта 1965)
- Чхунджу, Республика Корея (с 27 ноября 1969)
- Санта-Крус-де-ла-Сьерра, Боливия (с 21 ноября 1978)
- Тусон, США (с 31 августа 1979)
- Батон-Руж (Луизиана), США (с 18 апреля 1980)
- Шайенн (Вайоминг), США (с 8 октября 1981)
- Виннипег, Канада (с 2 апреля 1982)
- Питермарицбург, ЮАР (с 9 декабря 1983)
- Сан-Диего (Калифорния), США (с 19 ноября 1983)
- Рино, США (с 8 октября 1985)
- Остин (Техас), США (с 22 сентября 1986)
- Манчестер (Нью-Гэмпшир), США (с 8 мая 1989)
- Норт-Шор, Новая Зеландия (с 17 декабря 1996)
- Такома, США (с 19 июля 2000)
- Кваджалейн, Маршалловы Острова (с 19 июля 2002)
- Сан-Педро-Сула, Гондурас (с 28 октября 2003)
- Макати, Филиппины (с 27 июля 2004)
- Генерал-Сантос, Филиппины (с 5 сентября 2006)
- Колумбус (Джорджия), США (с 11 ноября 2007)